# Пасарел (остров)
Вижте пояснителната страница за други значения на Пасарел.
Пасарел е свободен от лед остров между островите Гринуич и Робърт в Антарктика, част от островната група Ейчо. Получава това име на 23 ноември 2009 г. в чест на село Долни Пасарел.

## Описание
Островът е с размери 450 m на 260 m. Намира се от западната страна на северния вход в проток Инглиш, на 900 m северозападно от остров Бариентос, 1,35 km североизточно от остров Сиера и 650 m югоизточно от остров Емелин. Районът е посещаван от ловци на тюлени през XIX век.

## Картографиране
Българска топографска карта на острова от 2009 и 2010 г.

## Карти
- L.L. Ivanov. Antarctica: Livingston Island and Greenwich, Robert, Snow and Smith Islands. Scale 1:120000 topographic map. Troyan: Manfred Wörner Foundation, 2010. ISBN 978-954-92032-9-5 (First edition 2009. ISBN 978-954-92032-6-4)